# アグアスカリエンテス・レイルロードメン
アグアスカリエンテス・レイルロードメン (Aguascalientes Railroaders、リエレロス・デ・アグアスカリエンテス (スペイン語: Rieleros de Aguascalientes) は、メキシコ合衆国アグアスカリエンテス州アグアスカリエンテスに本拠地を置くリーガ・メヒカーナ・デ・ベイスボルのプロ野球チームである。
本拠地球場はパルケ・デ・ベイスボル・アルベルト・ロモ・チャベス。マイナーリーグAAAクラスを与えられている。

## 経歴
1975年にリーガ・メヒカーナ・デ・ベイスボルのチームとなり、1978年に唯一のリーグ優勝を果たしている。